# Enytus homonymator
Enytus homonymator là một loài tò vò trong họ Ichneumonidae.